# Paralelo 16 S
O paralelo 16 S é um paralelo que está 16 graus a sul do plano equatorial da Terra.
Começando no Meridiano de Greenwich na direcção leste, o paralelo 16º Sul passa sucessivamente por:
| País, território ou mar                   | Notas |
| ----------------------------------------- | --- |
| Oceano Atlântico                          | |
| Angola                                    | |
| Zâmbia                                    | |
| Zimbabwe                                  | |
| Fronteira Moçambique-Zimbabwe             | |
| Moçambique                                | Cerca de 20 km |
| Zimbabwe                                  | Cerca de 9 km |
| Moçambique                                | |
| Malawi                                    | |
| Moçambique                                | Passa no Planalto Moçambicano |
| Oceano Índico                             | Canal de Moçambique |
| Madagáscar                                | |
| Oceano Índico                             | Passa a sul da Ilha Tromelin, Terras Austrais e Antárticas Francesas · Passa a norte da Ilha Albatroz, Ilhas Maurícias |
| Austrália                                 | Austrália Ocidental Território do Norte |
| Golfo de Carpentária                      | |
| Austrália                                 | Queensland |
| Oceano Pacífico                           | Mar de Coral - passa pelas Ilhas do Mar de Coral, Austrália |
| Vanuatu                                   | Ilhas Malakula e Pentecostes |
| Oceano Pacífico                           | Passa a norte da ilha Vanua Levu, Fiji · Passa a norte da ilha Qelelevu, Fiji · Passa a sul da ilha Niuatoputapu, Tonga · Passa a sul do atol Motu One, Polinésia Francesa · Passa a norte do atol Tupai, Polinésia Francesa · Passa a sul do atol Makatea, Polinésia Francesa · Passa a sul do atol Kaukura, Polinésia Francesa · Passa a norte do atol Niau, Polinésia Francesa |
| Polinésia Francesa                        | Passa no atol Toau |
| Oceano Pacífico                           | Passa a norte do atol Fakarava, Polinésia Francesa · Passa a sul do atol Kauehi, Polinésia Francesa · Passa a norte do atolRaraka, Polinésia Francesa |
| Polinésia Francesa                        | Passa no atol Raroia |
| Oceano Pacífico                           | Passa a sul do atol Takume, Polinésia Francesa · Passa a sul do atol Fangatau, Polinésia Francesa |
| Polinésia Francesa                        | Passa no atol Fakahina |
| Oceano Pacífico                           | |
| Peru                                      | Corta o lago Titicaca |
| Bolívia                                   | Corta o lago Titicaca |
| Brasil                                    | Mato Grosso Goiás Distrito Federal Goiás Minas Gerais Bahia |
| Oceano Atlântico                          | |
| Santa Helena, Ascensão e Tristão da Cunha | |
| Oceano Atlântico                          | |